# Janulus pompylius
Janulus pompylius е изчезнал вид коремоного от семейство Gastrodontidae.